# José Peirats Valls
Pour les articles homonymes, voir Valls (homonymie).
José Peirats Valls, Josep Peirats i Valls en catalan, né à La Vall d'Uixó (province de Castellón) le 15 mars 1908 et mort à Burriana (province de Castellón) le 20 août 1989, est un militant et un historien syndicaliste et anarchiste espagnol membre de la Confédération nationale du travail.

## Biographie
Contraint de travailler dès l'âge de 8 ans, ouvrier du bâtiment, il adhère très jeune à la CNT. Autodidacte, il collabore à plusieurs journaux et revues libertaires dont Etica, La Revista Blanca, Acratia, Tierra y Libertad.
Dans les années 1920, il est confronté au pistolérisme. Avec l'avènement de la Seconde République espagnole, il est le secrétaire de la Fédération anarchiste ibérique à Barcelone et parmi les fondateurs de la Fédération ibérique des jeunesses libertaires de Catalogne. Pendant la révolution sociale espagnole de 1936, José Peirats fait partie de la Colonne Durruti.
À la suite de la victoire des troupes fascistes du général Franco, il est contraint à l'exil en Amérique et en Europe. Il écrit une somme importante en trois volumes sur le rôle de la CNT durant la guerre civile.

## Œuvres
- La CNT en la Revolución española, trois volumes, Toulouse, Éditions CNT, 1952-1953, Éditions Ruedo ibérico, 1971.
- En français, La CNT dans la révolution espagnole, 3 tomes, traduction de Frank Mintz, Editions Noir et Rouge, 2017, 2019, 2020.
- The CNT in the Spanish Revolution, trois volumes, PM Press, Christie Books, 2011, notice éditeur.
- Les anarchistes espagnols, Révolution de 1936 et luttes de toujours, Éditions Repères-Silena, juin 1989, traduction Philippe Cazal et Amapola Gracia, titre original : Los anarquistas en la crisis politica española, éd. Jucar, Madrid, 1976, (es) lire en ligne.
- Une Révolution pour horizon, Les anarcho-syndicalistes espagnols, 1869-1939, préface Freddy Gomez, coédition Éditions CNT-RP et Éditions Libertalia, 2013, notice éditeur.